# Drimia pancration
Drimia pancration är en sparrisväxtart som först beskrevs av Adolph e Steinheil, och fick sitt nu gällande namn av John Charles Manning och Peter Goldblatt. Drimia pancration ingår i släktet Drimia och familjen sparrisväxter. Inga underarter finns listade i Catalogue of Life.